# Awesome
Awesome — динамический оконный менеджер для X Window System. Его разработка началась в сентябре 2007 года в результате ответвления от dwm. Это миниатюрный и быстрый оконный менеджер, поддерживающий несколько вариантов расположения окон (например, «плавающий», когда положение окон не фиксируется, и пользователь может перетаскивать их, как в большинстве популярных менеджеров). Awesome, как фреймовый оконный менеджер, стремится предоставить всё необходимое для полного управлениями окнами без помощи мыши.
Awesome доступен для многих Unix-подобных ОС, таких как Linux, FreeBSD, NetBSD и OpenBSD.
Начиная с версии 3.0, выпущенной 18 сентября 2008, Awesome использует библиотеку XCB для взаимодействия с X-сервером. Таким образом, это первый оконный менеджер, использующий библиотеку XCB вместо традиционной Xlib. Кроме того, есть поддержка языка разметки pango и D-Bus для межпроцессного взаимодействия. Конфигурационные файлы используют язык lua.

## Свойства
- Хорошо документированный исходный код и API
- Соответствие стандартам freedesktop.org
- Возможность переключения режима с фреймового на «плавающий»
- Использование тегов вместо рабочих столов
- Возможность размещать окна на несколько тегов, и отображать несколько тегов одновременно
- Множество Lua-расширений
- Возможность обходиться только клавиатурой для управления окнами
- Полностью меняется при изменении одного лишь конфигурационного файла
- Все функции управления окнами назначаются (как для клавиатуры, так и для мыши)

## Лицензия
Awesome распространяется под лицензией GNU General Public License версии 2.